# Rayman
Rayman (рус. Рэймэн, Рэйман) — компьютерная игра, разработанная французской компанией Ubisoft Montpellier. Первоначально она была выпущена в сентябре 1995 года для Atari Jaguar и MS-DOS, а в ноябре 1995 года — для PlayStation и Sega Saturn. Разработчиками были запланированы версии для Sega 32X и 3DO Interactive Multiplayer , но порты отменили, когда обе системы вымерли, став неактуальными и непопулярными на игровом рынке. Rayman является традиционным скролл-платформером, сюжет которого вращается вокруг поисков главного злодея Мистера Мрака (англ. Mr. Dark).

## Геймплей
«Rayman» является классическим 2D-платформером. Цели игры — освобождение всех электунов (electoons) и победа над фаворитами Мистера Мрака по всем шести мирам. Только при освобождении каждого электуна Рэйман сможет войти в укрытие Мистера Мрака. В противном случае игрок должен снова попытаться собрать их в уровнях и добраться до указателя с восклицательным знаком.
Разбросанные по всем уровням маленькие синие сферы — это Тинги (Tings). Если Рэйман соберёт сотню таких шариков, то он приобретает дополнительную жизнь, но они также могут быть использованы для оплаты Волшебнику, чтобы сыграть в бонусный уровень. Каждый раз, когда Рэйман умирает, он теряет все собранные Тинги.
Кроме Тингов, Рэйману встретятся множество других бонусов, среди которых золотые и быстрые кулаки для ударов, шары восстановления жизни и летающие синие эльфы, уменьшающие размер протагониста.
«Детская» мультяшная графика игры резко контрастирует с её высокой сложностью.

### Способности Рэймэна
Рэймэн получает различные возможности во время игры. Некоторые из них даны ему изначально феей Бетиллой (Betilla the Fairy), а другие получены временно для прохождения определённых уровней.
Постоянные способности (в порядке приобретения): телескопический удар, захват уступов, захват рычагов и колец, пропеллер из волос и спринт. Пропеллер из волос является главной фишкой всей главной серии «Rayman», заметно помогающей в таких активных платформерах.

## Разработка
Первоначально игра рассказывала об одиннадцатилетнем мальчике, который создал параллельный мир Here its cool (Здесь круто) в своём компьютере. Когда злые существа вторгаются в этот мир, он превращается в супергероя Рэймана, чтобы остановить их натиск. Позже произошли некоторые изменения в сценарии, и теперь Рэйман существует в своём собственном проработанном мире изначально.

### Патчи
После выхода игры были выпущены несколько патчей для разных версий. Большинство из этих патчей, которые широко используются, предназначены для приемлемой игры через эмулятор DOSBox.

## Оценки
| Сводный рейтинг    | Сводный рейтинг |
| Агрегатор          | Оценка          |
| ------------------ | --------------- |
| GameRankings       | 85,06 % (GBA)   |
| Иноязычные издания |                 |
| Издание            | Оценка          |
| GameSpot           | 7,4/10          |

«Rayman» получил награды «Лучшая музыка в CD-ROM» и «Лучшая анимация» в Electronic Gaming Monthly’s в 1995 году.

«Rayman» также получил титул самой продаваемой PlayStation-игры всего времени в Великобритании, опередив такие франшизы, как Gran Turismo и Tomb Raider 2.
Музыка из этой игры также использовалась в других видеоиграх.

## Продолжения
Всего вышло очень много разных игр, разного жанра, происходящих в мире Рэймэна или использующие персонажа, но только три из них являются прямыми продолжениями первой части игры, развивающие сюжет.

### Rayman 2: The Great Escape
- Rayman 2: The Great Escape была выпущена для PlayStation, Nintendo 64, Sega Dreamcast, Nintendo DS и персональных компьютеров. Nintendo 64, PC- и DC-версии идентичны в плане геймплея. PlayStation 2 версия игры вышла под названием «Rayman 2: Revolution», также позже вышла версия для Nintendo DS под названием «Rayman DS». PSOne-игра была немного беднее, чем версии с других платформ — как графически, так и хронометражем.

### Rayman 3: Hoodlum Havoc
- Rayman 3: Hoodlum Havoc была выпущена для PlayStation 2, Nintendo GameCube, Xbox, N-Gage, Game Boy Advance, мобильных телефонов и персональных компьютеров. Все версии одинаковы в плане геймплея, кроме GBA-, N-Gage- и Java-версий игры, которые почти идентичны по стилю оригинального «Rayman» и «Rayman Advance». Создатель серии Мишель Ансель не работал над «Rayman 3», поскольку создавал другую оригинальную игру — Beyond Good and Evil.

### Rayman: Hoodlums' Revenge
- Rayman: Hoodlums' Revenge была выпущена эксклюзивно для Game Boy Advance. Является текущим прямым сиквелом «Rayman 3».